# Hurlstone Park
Hurlstone Park é um subúrbio localizado na região metropolitana do Oeste Interior de Sydney, no estado da Nova Gales do Sul, na Austrália. Hurlstone Park fica localizado a nove quilômetros a sudoeste do distrito empresarial central de Sydney, na área do governo local do Conselho do Canterbury-Bankstown e até certo ponto do Conselho do Oeste Interior. Sua população, segundo o censo de 2011, era de 4 692 habitantes.

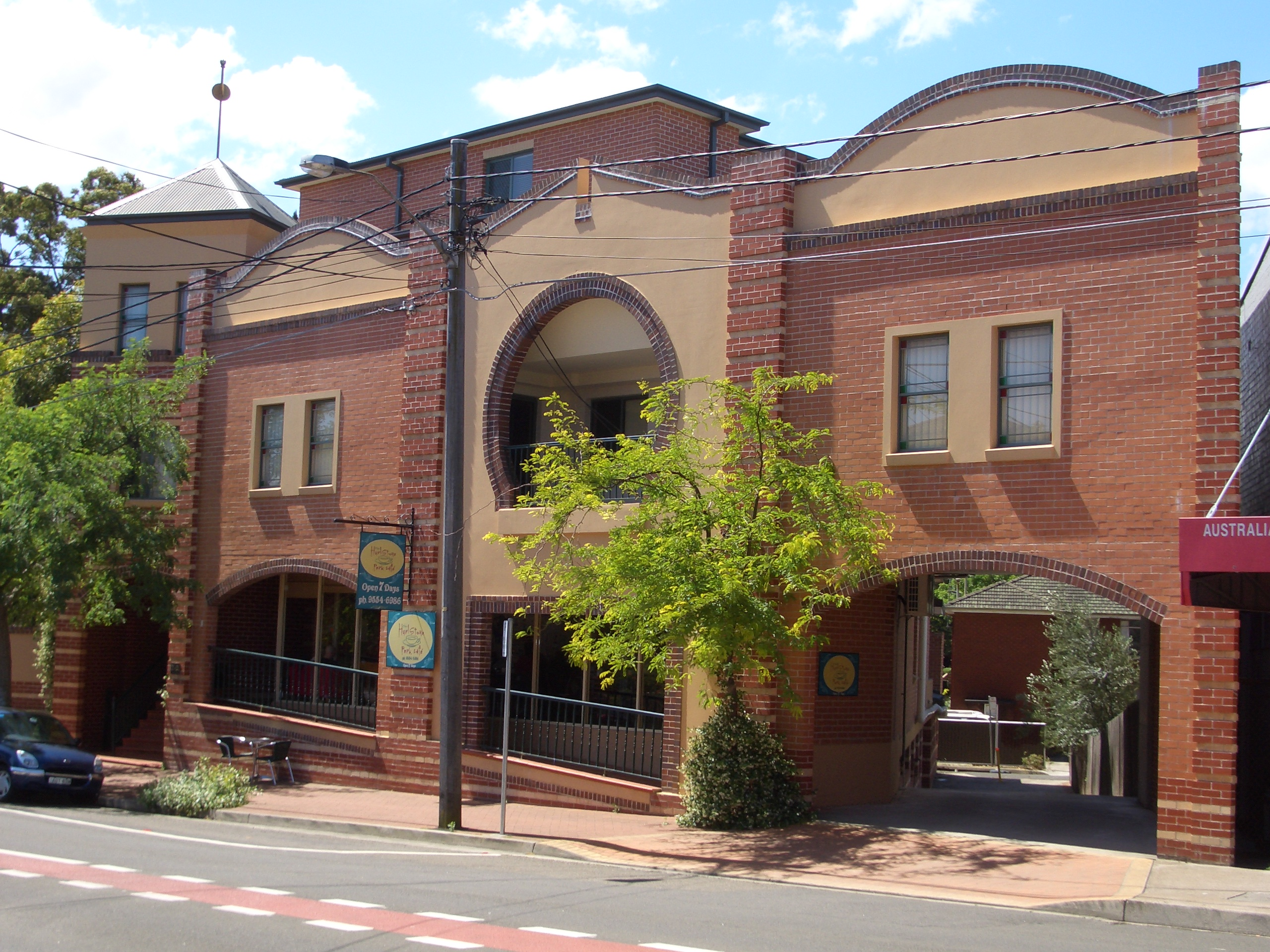
Rua Crinan, Hurlstone Park